# PGC 34087
LEDA/PGC 34087 ist eine Spiralgalaxie vom Hubble-Typ Sa im Sternbild Hydra südlich der Ekliptik, die schätzungsweise 50 Millionen Lichtjahre von der Milchstraße entfernt ist. Gemeinsam mit sechs weiteren Galaxien bildet sie die NGC 3585-Gruppe (LGG 230).